# Mohamed Ali Ben Hammouda (football, 1998)
Pour les articles homonymes, voir Mohamed Ali Ben Hammouda et Ben Hammouda.
Mohamed Ali Ben Hammouda (arabe : محمد علي بن حمودة), né le 24 juillet 1998 à Soliman, est un footballeur tunisien. Il évolue au poste d'avant-centre au CR Belouizdad.

## Carrière
Formé à l'Avenir sportif de Soliman, il y signe son premier contrat professionnel en 2018. Il joue son premier match le 30 janvier 2019 contre l'Union sportive de Tataouine, lors d'un seizième de finale de coupe de Tunisie lors duquel il marque un doublé.
Le 1er janvier 2020, il signe un contrat de quatre ans et demi en faveur de l'Espérance sportive de Tunis. Lors de son premier match sous ses nouvelles couleurs, il affronte son ancien club de l'Avenir sportif de Soliman (victoire 0-1).
Le 29 janvier 2021, il fait son retour dans son club formateur.
Le 3 janvier 2022, il est prêté dans un premier temps à son ancien club, l'Espérance sportive de Tunis, avant d'y être définitivement transféré le 1er juillet avec un contrat de trois ans.

## Palmarès
Avec l'Espérance sportive de Tunis :
- Vainqueur du championnat de Tunisie en 2020, 2021, 2022 et 2024
- Vainqueur de la Supercoupe de Tunisie en 2018-2019

## Distinctions personnelles
- Meilleur buteur du championnat de Tunisie : 2022